# Вестпорт (Јужна Дакота)
Вестпорт (енгл. Westport) град је у америчкој савезној држави Јужна Дакота.

## Демографија
По попису из 2010. године број становника је 133, што је 8 (6,4%) становника више него 2000. године.
| Група             | 2000.        | 2010.       |
| Белци             | 125 (100,0%) | 123 (92,5%) |
| Афроамериканци    | 0 (0,0%)     | 0 (0,0%)    |
| Азијати           | 0 (0,0%)     | 0 (0,0%)    |
| Хиспаноамериканци | 0 (0,0%)     | 4 (3,0%)    |
| Укупно            | 125          | 133         |